# Antonio Anastasio Rossi
Pour les articles homonymes, voir Rossi.
Antonio Anastasio Rossi (né le 18 juillet 1864 à Milan en Italie-mort le 28 mars 1948) est le dernier Patriarche latin de Constantinople (titulaire) : ce titre qui n'est plus attribué après lui, est en effet supprimé en 1964 dans le contexte du rapprochement de l'Église romaine et de l'orthodoxie manifesté par la rencontre, la même année, du pape Paul VI et du patriarche Athénagoras Ier. Il est désigné à ce titre le 19 décembre 1927 et le reste jusqu'à sa mort.